# Fonti e storiografia su Tiberio

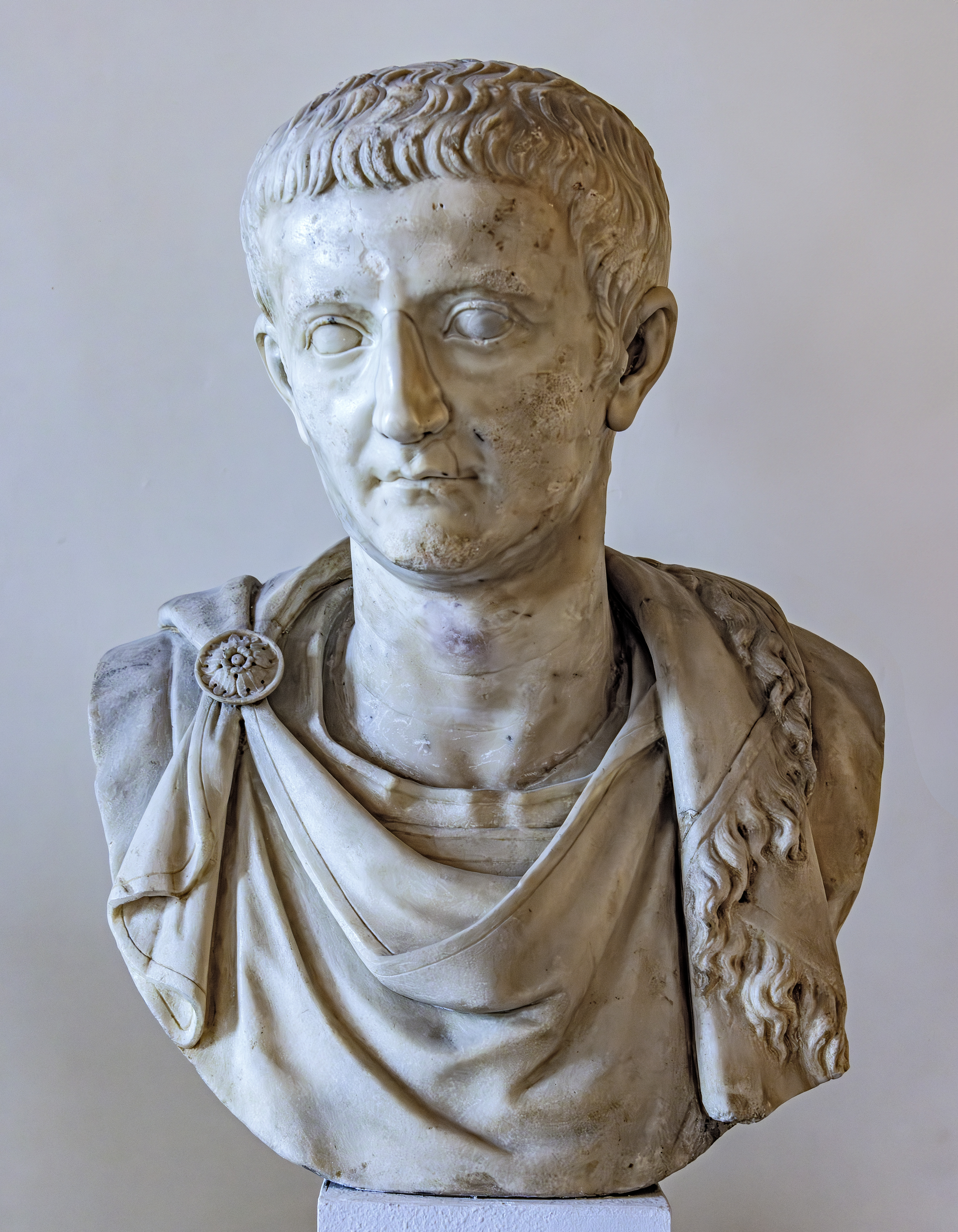
Busto di Tiberio. Museo Archeologico Nazionale, Venezia.

Per fonti e storiografia su Tiberio si intendono le principali fonti (letterarie, numismatiche, archeologiche ecc.) contemporanee alla vita dell'imperatore romano Tiberio, nonché la descrizione degli eventi di quel periodo e l'interpretazione datane dagli storici, formulandone un chiaro resoconto (logos), grazie anche all'utilizzo di più discipline ausiliarie.

## Nella storiografia antica

### Fonti perdute

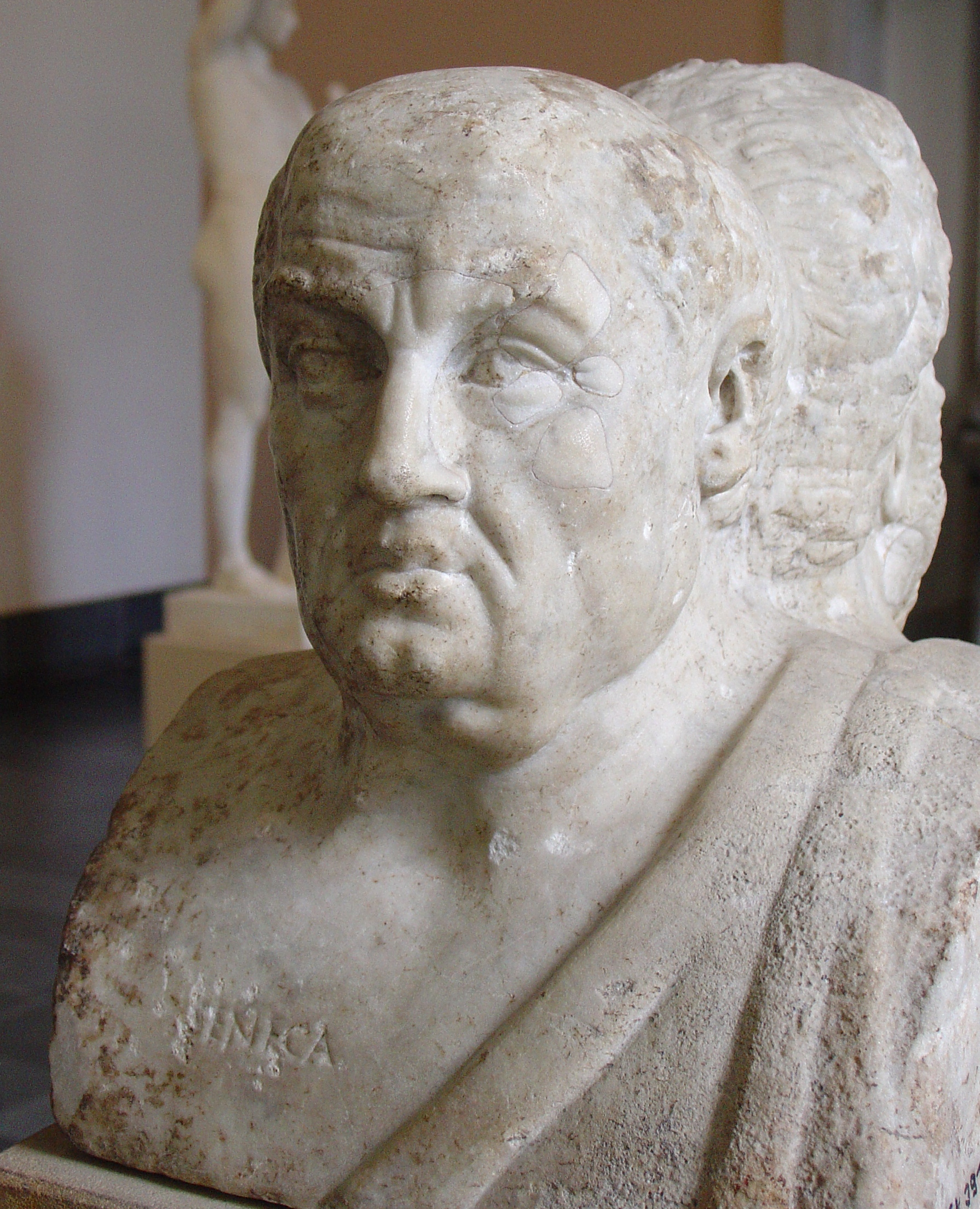
Busto di Lucio Anneo Seneca; a giudicare dal suo De clementia era convenzione già a pochi anni dalla morte di Tiberio dividere il suo principato fra una prima parte positiva, e una seconda negativa (Antikensammlung, Berlino)

La reputazione che Tiberio lasciò dietro di sé fu tutt'altro che univoca: il suo precedente appariva nella lex de imperio Vespasiani, fu commemorato sotto i Flavi e sotto Traiano in dei conii di restituzione, ma non fu divinizzato e non si giurava sui suoi atti all'inizio di ogni anno; la tradizione storiografica relativa all'imperatore risulta così poco organica e per nulla omogenea, divisa fra valutazioni positive e negative, e se il filone predominante senz'altro calcava molto la mano sulla presunta dissimulazione di Tiberio, soluzione adottata anche per spiegare le informazioni contraddittorie riguardanti il principe, esisteva con tutta probabilità un'altra tradizione, più positiva, che ritraeva l'imperatore come un monarca astuto, saggio e clemente. Già Seneca, sotto Nerone, divideva il regno di Tiberio in una prima parte, eccellente quanto il regno di Augusto, e un successivo deterioramento; plausibilmente le fonti che precedettero Tacito furono di questo tenore, marcando il punto di svolta del principato di Tiberio tramite o la morte di Germanico, o la morte di Druso minore. Forse molti degli aspetti più negativi del ritratto di Tiberio tramandatoci dalle fonti ostili provengono da un singolo autore ignoto, che conosceva molto bene l'imperatore e lo disprezzava profondamente.
Tiberio stesso scrisse delle memorie, che ebbero probabilmente un carattere apologetico. In esse, l'imperatore sosteneva che aveva punito Seiano poiché stava complottando contro i figli di Germanico. Si suppone che lo stile di queste memorie ricalcasse deliberatamente quello delle Res Gestae di Augusto.
Di Tiberio certamente parlò Lucio Anneo Seneca il Vecchio nella sua opera storiografica perduta, che andava dalle guerre civili proprio sino alla morte dell'imperatore; un frammento della sua opera, preservatoci tramite Svetonio, testimonia la sua versione della morte di Tiberio, che lo storica imputa a cause naturali. Scrivendo Seneca all'alba del principato di Gaio, forse dalla sua opera sarebbe emerso un ritratto tendenzialmente negativo di Tiberio, in contrasto con l'elogio riservato al suo successore; si è anche ritenuto che lo storico sia stata una delle fonti principali per gli ultimi anni del principato tiberiano, dalla caduta di Seiano sino alla morte dell'imperatore, sebbene la sua influenza sugli scrittori successivi sia una questione ancora aperta.

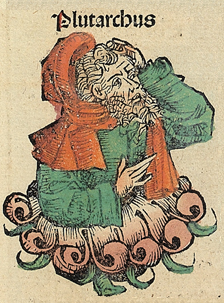
Illustrazione dalle Cronache di Norimberga di Plutarco, che scrisse una biografia dell'imperatore, di cui ci sono giunti solo due frammenti

Furono comunque due gli autori principali che parlarono del principato di Tiberio, ovvero Aufidio Basso e Servilio Noniano. Il primo scrisse un'opera storiografica i cui limiti non sono ben chiari; generalmente, in base a Cassiodoro, si suppone che la sua opera andasse dall'8 a.C. sino alla caduta di Seiano. In un frammento proveniente dal suo Bellum Germanicum Basso parla positivamente delle imprese di Tiberio in Germania nell'8 a.C.; questo plausibilmente indica che Basso pubblicò la sua opera storica prima della morte dell'imperatore, e che il tenore di essa non fosse necessariamente ostile. Il secondo, console nel 35, scrisse anch'egli un'opera annalistica, di cui però non sappiamo quasi nulla. In genere si è supposto che egli sia l'ignoto storico consolare citato da Svetonio come fonte di un aneddoto a cui l'autore avrebbe assistito e che ritrae Tiberio in una luce poco favorevole; poiché l'autore aveva esperienza come avvocato, si è anche ipotizzato che sia la fonte dietro la descrizione del comportamento di Tiberio nelle aule di tribunale; e, poiché si ritiene che Noniano abbia speso a un certo punto del tempo a Capri, si è anche suggerito che egli sia la fonte dietro i favoleggiati costumi sessuali di Tiberio sull'isola, o ancora l'autore che tramandò i vari esempi dell'umorismo sardonico dell'imperatore che emergono dalle nostre fonti. Generalmente, si suppone che Noniano fosse un autore profondamente ostile, o quantomeno poco favorevole a Tiberio; la sua opera fu in effetti pubblicata dopo la morte dell'imperatore, ed è stato suggerito che egli sia la fonte di molto del materiale ostile che raggiunse Tacito, Svetonio e Cassio Dione, in contrasto al più neutrale Aufidio Basso, ma non c'è modo di provare definitivamente nessuna di queste ipotesi.
Plutarco scrisse una biografia dell'imperatore; solo due frammenti sopravvivono, ed entrambi si riferiscono al soggiorno di Tiberio a Rodi: il futuro imperatore che testa le abilità del suo astrologo Trasillo, in una versione di un racconto che si trova anche in Tacito, Svetonio e Cassio Dione; e Tiberio che riceve da un asino un presagio del suo futuro potere.

### Velleio Patercolo

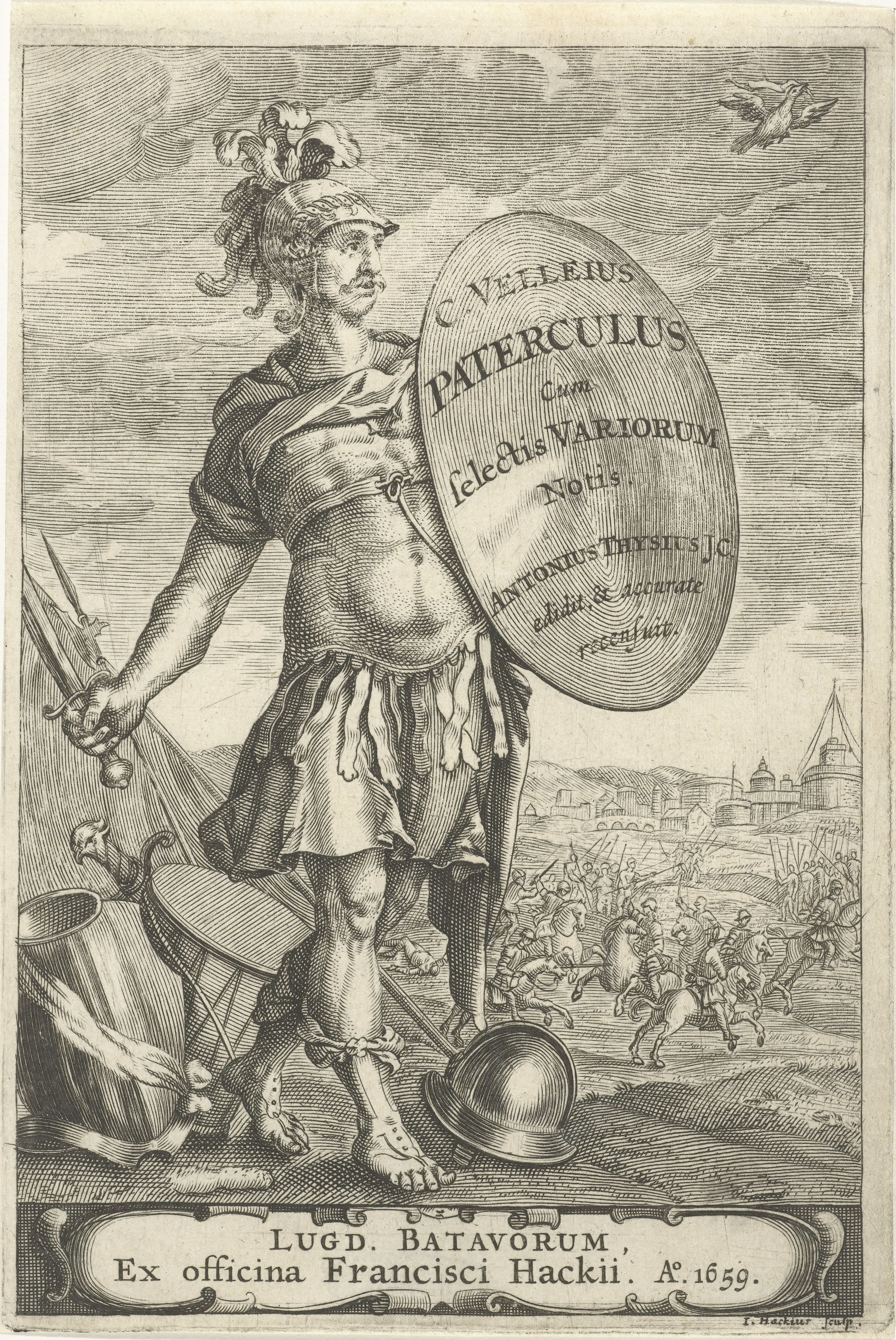
C. Velleius Paterculus Cum Selectis Variorum Notis, Leida, F. Hackius, 1659.

Velleio Patercolo è uno storico contemporaneo di Tiberio, che scrisse un'opera storica suddivisa in due volumi, gli Historiae Romanae, che spazia dalla guerra di Troia sino alla morte di Livia Drusilla nel 29. L'autore esprime giudizi fortemente positivi relativi a Tiberio, e pertanto la critica l'ha considerato a lungo un adulatore, mettendone in dubbio l'affidabilità come storico; in realtà, negli ultimi decenni, si è messo in luce come Velleio operasse in un filone storiografico e biografico cui facevano capo anche altri autori, come Tito Livio, ritenuti invece attendibili; l'utilità di Velleio quale testimone contemporaneo degli eventi da lui narrati è stata quindi rivalutata ed apprezzata.
Velleio introduce Tiberio nell'ultima porzione della sua opera, descrivendolo sin da subito come un giovane eccezionale e promettente, destinato di fatto al primato (principatus) nella vita pubblica, e le cui qualità sono provate dai successi conseguiti in Armenia e durante le campagne contro i Reti. Pertanto, la scelta improvvisa di Tiberio di ritirarsi a Rodi nel 6 a.C. risulta particolarmente funesta: per spiegarla, lo storico adotta quella che fu la giustificazione offerta dal futuro imperatore stesso, che non intendeva intralciare la carriera di Lucio Cesare e Gaio Cesare. L'attenzione di Velleio si focalizza dunque proprio su quest'ultimo, al seguito del quale, durante la sua spedizione in Oriente, lo storico venne introdotto alla vita militare; nella sua narrativa, i difetti caratteriali di Gaio Cesare rendono il giovane totalmente inadeguato per aspirare al principato, enfatizzando così ancora di più l'eccezionalità di Tiberio. Dopo la morte di Gaio Cesare, il ritorno di Tiberio a Roma e la sua adozione da parte di Augusto segnalano un effetto salutare e benefico sulla concordia e sul morale di Roma. In seguito, Velleio servì Tiberio per otto anni in Germania e Pannonia come magister equitum e legatus. Il futuro imperatore viene descritto come il generale ideale, che vive nel campo a stretto contatto con i propri uomini ed è giusto nel retribuire premi e punizioni fra i suoi soldati; Tiberio è pertanto ritratto come un uomo d'umanità pratica, dotato di cura, qualità ideali per colui che è destinato al principato.
Dopo la morte di Augusto, Velleio enfatizza la riluttanza con cui Tiberio accettò il potere: per lo storico essa è sintomo della moderatio del nuovo imperatore, che rifuggendo dalla gloria recusandi si può presentare come un servo pubblico, costretto a portare sulle spalle il peso del governo. Il principato di Tiberio è descritto come un periodo di restaurazione, e lo stesso imperatore si dimostra come di fatto l'unica persona in grado di esercitare il primato nella vita pubblica: egli è dunque per Velleio l'optimus princeps, il leader esemplare, il punto culminante di tutti i principes che lo avevano preceduto. Il resoconto di Velleio però non è del tutto acritico: alla fine della sua trattazione, lo storico elenca brevemente le sventure che avevano caratterizzato il principato di Tiberio, come alcuni dei più importanti casi di maiestas, fra cui il processo contro Pisone, e gli intrighi dinastici che avevano portato all'esilio di Agrippina maggiore e suo figlio Nerone Cesare. Dunque Velleio conclude la propria opera con una preghiera, dove ancora una volta ricorre l'immagine di Tiberio quale servo pubblico, sulle cui spalle pesa la sorte dell'impero.

### Tacito
(Thomas Babington Macaulay)

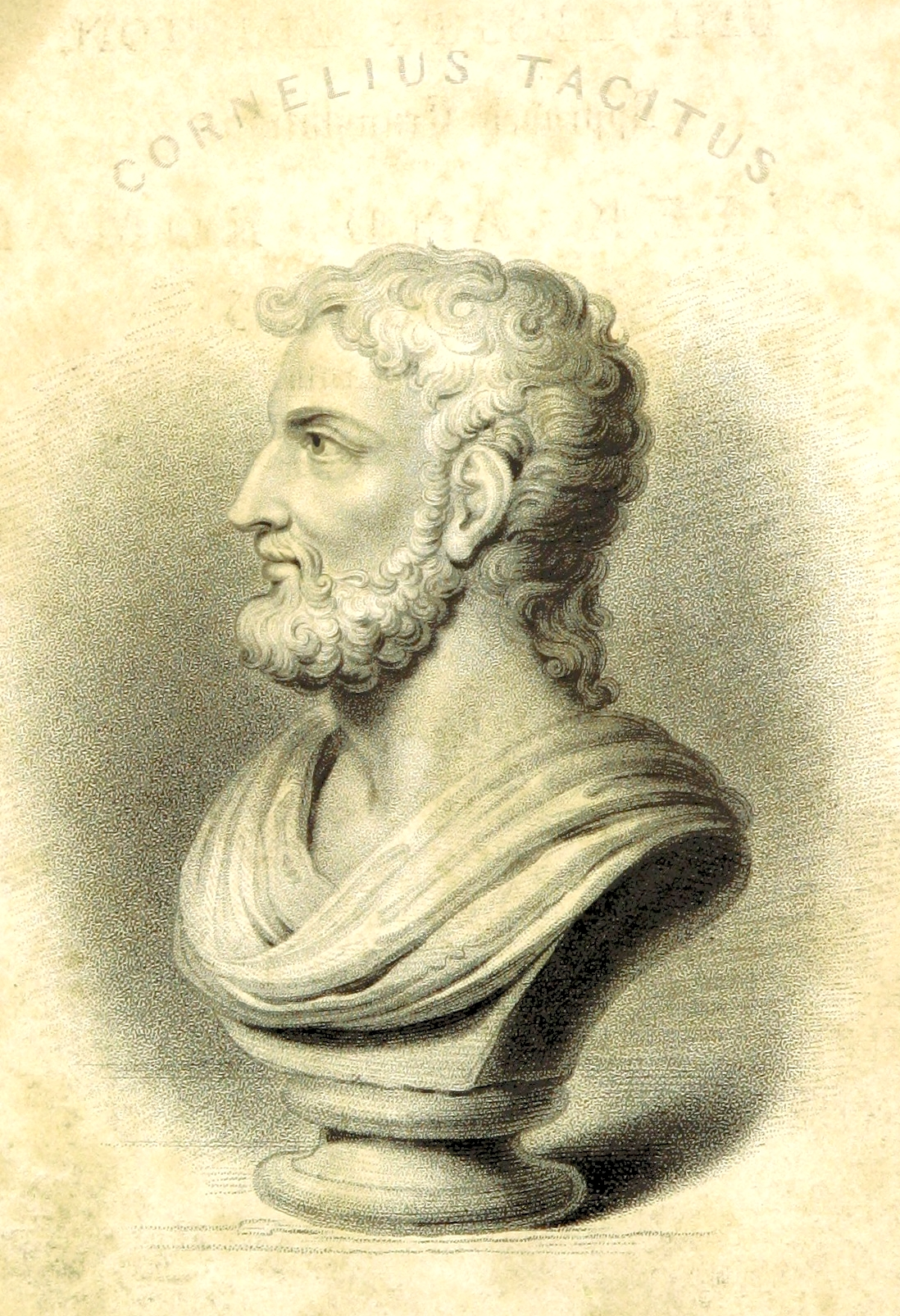
Disegno di un busto di Tacito, da The Works of Cornelius Tacitus; with an Essay on his Life and Genius, notes, supplements, By Arthur Murphy

Tacito dedica alla figura di Tiberio i primi sei libri degli Annales. La sua rappresentazione dell'imperatore appare non solo come fortemente personalizzata, seguendo le convenzioni della storiografia antica, ma anche incredibilmente complicata e contraddittoria: Tiberio ne emerge dunque come un personaggio letterario affascinante, impenetrabile e complesso, le cui azioni sono costantemente oggetto di uno scrutinio ossessivo da parte dello storico, che nonostante i tratti foschi di cui colora la figura del principe ha per questo un grande rispetto;  il carattere e le azioni dell'imperatore vengono immortalati da innumerevoli angoli, nessuno in contraddizione con l'altro ma che producono tutti un effetto diverso.
Il tratto di spicco del Tiberio tacitiano è la sua dissimulatio, tanto che lo storico asserisce che, persino poco prima di morire, l'imperatore perse prima le forze che la capacità di dissimulare. Tuttavia, anche gli stessi critici dell'imperatore appaiono nella narrazione di Tacito come detrattori sempre pronti a mal interpretare e ad attaccare Tiberio e le sue parole, qualunque esse siano. L'imperatore rappresenta per i suoi interlocutori un enigma, anche per via della sua lunga assenza, che lo sottrae agli occhi del pubblico.  Anche la riluttanza di Tiberio a diventare imperatore è ritratta in modo ambiguo: non c'è accordo, infatti, se Tacito stia dipingendo il principe come un ipocrita, o come genuinamente restio a farsi acclamare imperatore e infine vinto dal senso del dovere; ad ogni modo lo storico sostiene che di fatto Tiberio non accettò mai il potere, ma semplicemente smise di rifiutarlo.
Nel corso della prima esade degli Annales, Tiberio, sin dalla sua prima apparizione in scena, quando delle voci anonime commentano che l'imperatore sarebbe stato asservito a sua madre Livia e ai suoi figli Germanico e Druso, è sempre contrapposto o accompagnato da diverse figure, ora rivali per la sua posizione, ora aiutanti, il che pone l'imperatore descritto da Tacito in una stretta relazione e dipendenza con coloro che lo circondano: il primum facinus del suo principato è in effetti considerata l'uccisione del nipote di Augusto, Agrippa Postumo, anche se lo storico sembra discolpare Tiberio del delitto. Ricorrente e costante il paragone con Augusto sin dalle prime pagine, lasciando emergere gradualmente un profondo senso di inadeguatezza e inferiorità da parte di Tiberio, che pure osserva o cerca di osservare fedelmente i precetti da lui lasciatigli, evocando costantemente il padre adottivo quale esempio. I primi nove anni del principato tiberiano sono descritti in modo favorevole, mentre a partire dal 23 Tacito individua il deterioramento del regime di Tiberio: causa e principio di esso, nella narrazione dello storico, è la figura di Seiano, descritto come un sinistro manipolatore dell'imperatore, che si incrudelì o diede modo agli altri di commettere abusi. In ultima istanza, Tacito sembra ritenere che Tiberio, nonostante la sua grande esperienza, sia stato stravolto dal potere assoluto, e modella il suo giudizio finale sull'imperatore proprio su coloro con cui l'imperatore condivise il potere: in successione Germanico e Druso minore, Livia Drusilla e Seiano; spariti una alla volta, secondo Tacito, Tiberio si ritrovò a dover contare esclusivamente su sé stesso, senza celare più le sue crudeltà e le sue libidini.

### Svetonio

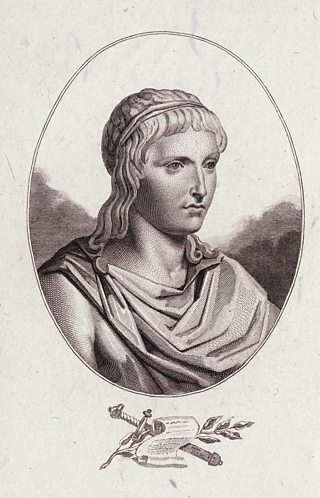
Disegno di Svetonio

Gaio Svetonio Tranquillo dedica a Tiberio il terzo libro della sua raccolta biografica De vita Caesarum. Svetonio, seguendo la sua consueta tecnica, inizia raccontando l'infanzia e la vita di Tiberio sotto Augusto; dopodiché, il ritratto del principe è scomposto in rubriche, senza necessariamente pretese cronologiche, dove vengono elencate prima le virtù, poi i vizi di Tiberio. In tal modo, le contraddizioni e la mancanza di omogeneità tipiche dei resoconti antichi su Tiberio sono, nella biografia svetoniana, particolarmente evidenti. L'imperatore descritto dal biografo è fondamentalmente un tiranno crudele, la cui ipocrisia è mano a mano smascherata dai suoi eccessi; la sua natura viziosa, secondo Svetonio, sarebbe stata evidente sin dalla fanciullezza, quando il suo maestro di retorica Teodoro di Gadara l'avrebbe chiamato fango intriso di sangue. Sin dal principio, Svetonio sostiene che la riluttanza di Tiberio ad accettare il potere non sia altro che una manifestazione della sua falsità (impudentissimo mimo). Anche laddove l'imperatore si comporta in modo virtuoso e cerca di fornire alle persone un esempio da seguire, esso risulta comunque ingannevole, sgradevole e detestabile, agendo in questo modo nel lavoro svetoniano come il contraltare negativo e la parodia del suo predecessore Augusto.
Il punto di svolta viene individuato dal biografo nel ritiro di Capri quando, secondo Svetonio, che distorce e manipola la realtà dei fatti, Tiberio perse ogni interesse negli affari pubblici. Particolare rilievo assumono le storie relative alla sessualità dell'imperatore sull'isola, ora riportate come certe, ora riportate come dicerie, in un crescendo di orrore e di violenza che distrugge e manipola i corpi delle vittime di Tiberio, ritratto come un sinistro predatore sessuale dai tratti priapici. Queste storie appaiono in gran parte come frutto di esagerazioni o invenzioni, ma al di là di ciò il loro posizionamento nella parte relativa alla vita pubblica di Tiberio rende il messaggio del biografo chiaro: l'imperatore, lasciandosi andare ad ogni sorta di eccesso, ha attivamente danneggiato Roma e il suo impero, trascurato in favore delle sue depravazioni personali, che diventano un modo per distruggere taboo sociali, infliggere violenza sugli altri e infine un riflesso dell'opera e delle azioni pubbliche di Tiberio stesso. Il principe è infine ritratto come vittima di una crescente paranoia, una sofferenza esacerbata dall'odio pubblico cui la sua crudeltà l'ha reso soggetto e che infine culmina nella disperazione e nel disgusto di sé stesso, esplicitato in una dolorosa lettera in Senato (citata anche da Tacito, ma interpretata diversamente). Tanto le virtù, quanto i vizi che Svetonio attribuisce a Tiberio sono resi espliciti, seguendo i dettami della fisiognomica, nel ritratto fisico che il biografo fornisce dell'imperatore: il corpo del principe è descritto con spiccati attributi zoologici, specie bovini, equini e rettiliani, ed è totalmente privo dei riferimenti cosmologici che avevano caratterizzato la descrizione fisica di Augusto. Descritto dalla corporatura grande, poderosa e grottescamente forte, il Tiberio di Svetonio risulta dunque quasi più bestia che uomo.

### Cassio Dione

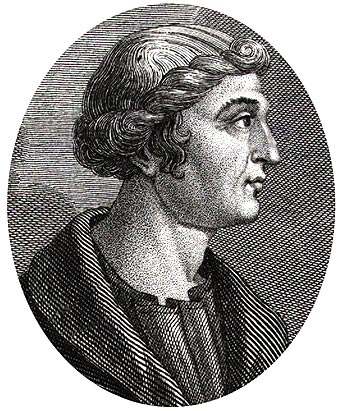
Disegno di Cassio Dione

Cassio Dione dedica al principato di Tiberio i libri LVII e LVIII della sua Storia romana, sebbene la tradizione manoscritta sia estremamente lacunosa e difficile da ricostruire, operazione eseguita in base a successive epitomi. Tiberio appare nella narrazione di Dione naturalmente già sotto Augusto, ma lo storico appare poco interessato sia a delineare le sue precise posizioni costituzionali (forse per enfatizzare, dal suo punto di vista, la natura monarchica e illegale del regime augusteo), sia a tracciarne un ritratto caratteriale: il futuro imperatore appare in buona parte come un partecipante passivo agli eventi, sia come generale, sia come successore del padre adottivo; le sue virtù e i suoi vizi non vengono esplicitati, rendendo poco chiaro se egli possa essere o meno un degno successore di Augusto. Dai pochi accenni relativi al suo carattere sotto Augusto, tuttavia, Dione attribuisce a Tiberio un grande orgoglio e forti aspirazioni imperiali, il che si ricollega con la costante essenziale che caratterizzerà il Tiberio imperatore descritto dallo storico: il timore di possibili rivali per il potere, passando per Agrippa Postumo, Germanico, Agrippina maggiore e Seiano. Questo atteggiamento, tuttavia, a differenza di quanto descritto da Svetonio, non sfocia mai nella paranoia ed è descritto sotto una lente neutrale: il Tiberio di Dione è, pertanto, un politico cauto, paziente, astuto ed accorto, che riesce abilmente ad aggirare e a rendere innocui tutti coloro che potrebbero mettere a repentaglio la sua posizione.
Dione non rinuncia comunque a tracciare un ritratto di Tiberio al principio della narrazione del suo regno, enfatizzando la sua naturale inclinazione alla dissimulazione (εἰρωνεία), nonché la sua abilità a nascondere i propri pensieri e la sua perspicacia nel leggere quelli altrui. Mentre la condotta di Tiberio appare virtuosa agli inizi del suo regno, la morte di Germanico scatena un deterioramento del suo comportamento; tuttavia, a differenza dell'imperatore descritto da Tacito e Svetonio, il Tiberio di Dione non degenera mai in un despota sanguinario, ma continua, sino alla fine del suo regno, ad alternare crudeltà ed azioni lodevoli, un tratto esplicitamente notato dallo storico e dai suoi epitomatori: il principe non cambia mai il suo comportamento in termini assoluti, e a differenza di altri imperatori non diventa mai schiavo dei suoi vizi e dei suoi ministri: persino le depravazioni cui l'imperatore si sarebbe lasciato andare a Capri vengono a malapena accennate. Dione, a differenza di Tacito e Svetonio, appare infine agnostico sull'enigmatica natura di Tiberio, se questa fosse effettivamente virtuosa, o piuttosto se le azioni lodevoli dell'imperatore non fossero altro che una finzione per mascherare la sua crudeltà, concludendo che l'imperatore aveva tratti positivi e tratti negativi, seguendo gli uni come se gli altri non esistessero; lo storico, tuttavia, appare poco interessato alla questione morale: fintantoché la condotta dell'imperatore è lodevole, come nel caso di Tiberio, le apparenze contano quanto la realtà.

### Altre fonti

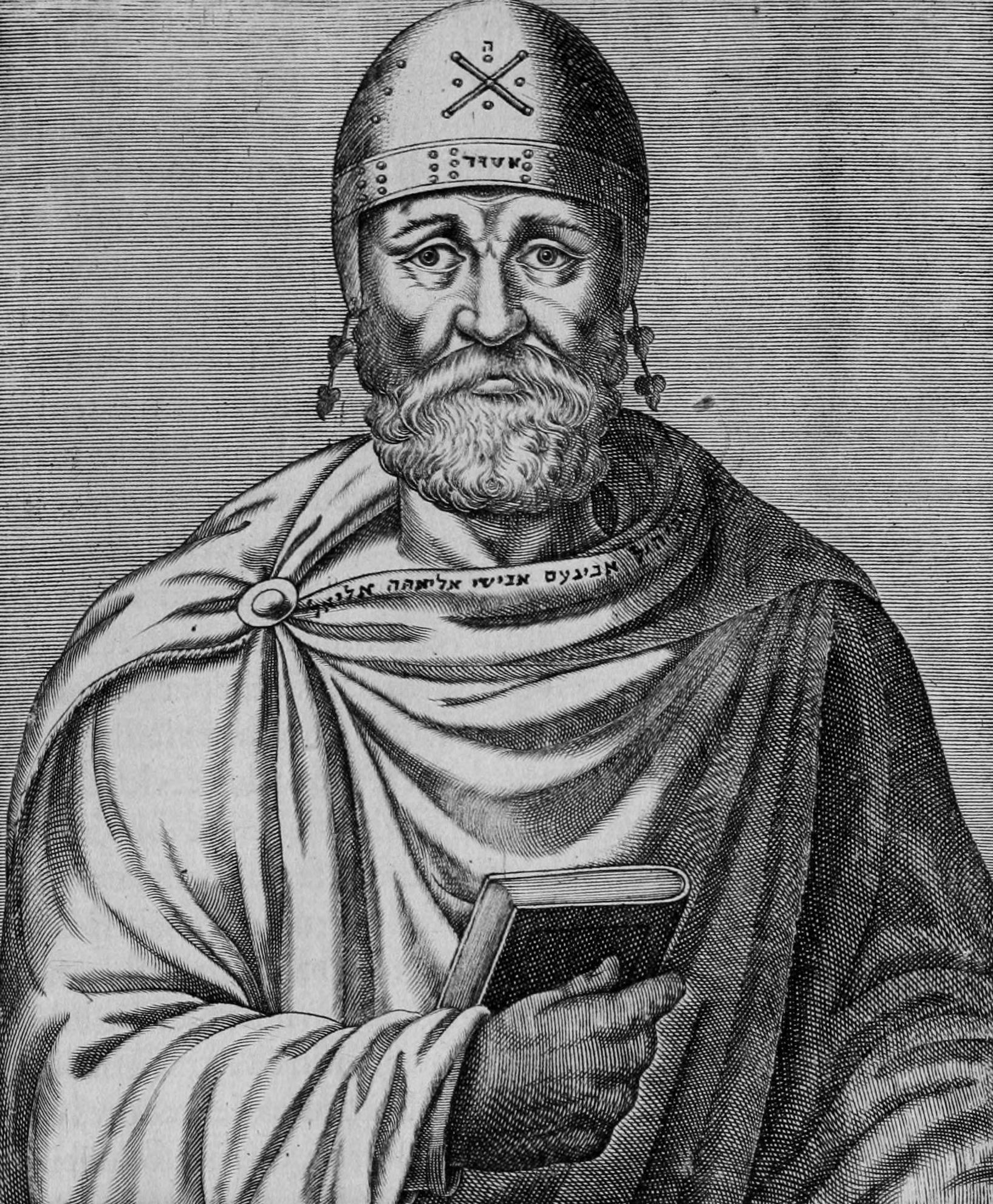
Immagine di Filone di Alessandria

Filone di Alessandria, nella sua De legatione ad Gaium, scritta pochi anni dopo la morte dell'imperatore, descrive Tiberio come un personaggio saggio, sagace, nobile, austero, infallibile nel capire le intenzioni altrui e che tenne saldamente la pace sull'impero romano per oltre venti anni. Questa caratterizzazione di Tiberio riflette una tradizione che descriveva l'imperatore in termini positivi, come un monarca intelligente, accorto e pio, che si contrappone alla caratterizzazione tendenzialmente negativa delle fonti storiografiche principali.
Plinio il Vecchio menziona Tiberio in numerosi passi della sua Naturalis historia. La caratterizzazione che emerge dell'imperatore non è in genere positiva: Tiberio è giudicato un imperatore poco affabile, nonché il più tetro fra gli uomini; i suoi primi anni di regno vengono giudicati i migliori, ma in tarda età, dice lo scrittore, Tiberio divenne crudele e vendicativo; anche il suo amore smodato per il vino trova spazio nell'opera di Plinio. Tuttavia, per quanto lo scrittore menzioni la villa di Tiberio a Capri (che lui chiama arx), non c'è traccia del materiale osceno e violento riportato da Svetonio; il soccorso repentino che l'imperatore offrì alle città d'Asia nel 17 non viene taciuto; inoltre, a dispetto del fatto che Plinio accetti come verità storica l'avvelenamento di Germanico, da nessuna parte indica l'imperatore come colpevole. Ad ogni modo, la maggior parte dei riferimenti a Tiberio contenuti in Plinio riguardano le preferenze gastronomiche dell'imperatore, perlopiù frutta a verdura, argomenti riguardo ai quali il principe è citato come un'autorità: veniamo quindi a sapere, per esempio, che Tiberio amava un tipo di meloni, che disdegnava gli asparagi e che giudicava il vino di Sorrento un aceto ben fatto. La passione di Tiberio per l'arte, in particolar modo per il pittore Parrasio e per l'Apoxyomenos, e il suo interesse verso il misterioso e l'oscuro, vengono anch'essi menzionati.
Flavio Giuseppe ci ha lasciato un ritratto contraddittorio di Tiberio nelle sue Antichità giudaiche. In alcuni passi, infatti, Tiberio appare come un imperatore sollecito al bene dello stato, fautore di un'oculata politica nelle province; la sua scelta di tenere in carica a lungo i governatori nelle province è pertanto frutto della provvidenza del buon governante, come spiega l'imperatore stesso tramite il celebre apologo delle mosche; altrove, viene però messa in luce la leggendaria procrastinazione di Tiberio. La figura di Germanico viene esaltata, ma a differenza di altre fonti a ciò non fa da contraltare una tendenziosa denigrazione di Tiberio. Ancora, descrivendo la successione di Caligola, Tiberio viene presentato come un imperatore pio e devoto, attento ai segni del cielo, e che raccomanda al proprio successore rispetto per gli dèi e per la giustizia; altrove, però, il principe è descritto come un tiranno collerico, sanguinario ed efferato, sempre pronto a punire anche le offese più lievi. Dietro questa duplice tradizione preservata da Giuseppe si è ravvisato l'utilizzo di due fonti, una vicina agli ambienti di corte e favorevole all'imperatore, l'altra ferocemente ostile a Tiberio.
Le fonti tardo antiche (l'anonima Epitome de Caesaribus e Sesto Aurelio Vittore) mostrano una grande dipendenza dall'affresco tacitiano dell'imperatore: Tiberio è pertanto descritto come un personaggio doppio e subdolo. Il suo valore come comandante militare non è taciuto, i suoi gusti letterari, tratti da Svetonio, sono riportati, e i suoi primi anni di principato sono giudicati positivamente; trova però anche spazio il suo amore per il vino, viene sviluppato a lungo il tema della presunta ipocrisia dell'imperatore, e Vittore (ma non l'Epitome) allude anche ai supposti eccessi sessuali di Capri. I resoconti relativi a Tiberio non sono però particolarmente dettagliati: il nome dell'imperatore, infatti, non ebbe una particolare risonanza nella tarda antichità.

## Nel Vangelo e nella tradizione religiosa

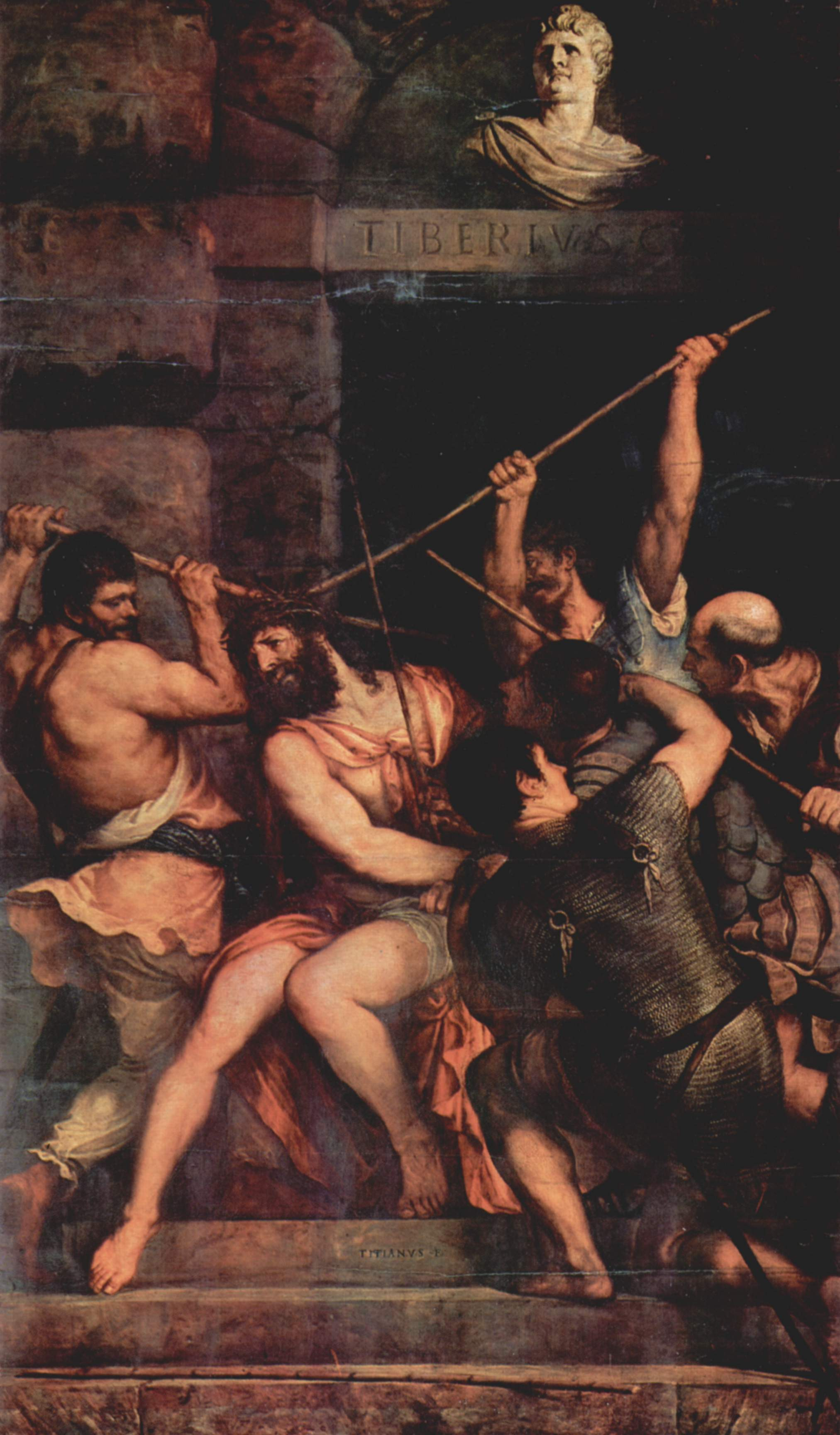
Incoronazione di spine, opera di Tiziano (conservata a Parigi, Museo del Louvre). A destra, in alto, è visibile il busto di Tiberio e l'iscrizione TIBERIVS CAESAR, a memoria del fatto che l'arresto e la crocifissione di Gesù avvennero sotto il regno dell'imperatore.

Nel Nuovo Testamento, Tiberio è menzionato solo una volta, al capitolo 3,1 del Vangelo secondo Luca, in cui si afferma che Giovanni Battista cominciò la sua predicazione pubblica nel quindicesimo anno del regno di Tiberio; tuttavia nei Vangeli ci si riferisce a Cesare (o all'Imperatore), senza ulteriori specificazioni, per indicare l'imperatore romano regnante. Tiberio è comunque caratterizzato favorevolmente nella tradizione cristiana, come benevolo nei confronti del Cristianesimo e suo protettore di fronte alle insidie di Ponzio Pilato o del Senato: secondo una tradizione attestata da Tertulliano, l'imperatore avrebbe proposto, dopo la crocifissione di Gesù, di dare liceità al culto di Cristo, incorrendo nell'opposizione dei senatori. L'imperatore viene caratterizzato qui come altrove dalla spiccata pietà religiosa, ma la notizia viene considerata dalla maggior parte degli studiosi come priva di fondamento storico.
Nel medioevo si diffuse una leggenda, secondo cui Tiberio fu curato da un grave malattia grazie al velo della Veronica; diffusa in Oriente invece un'altra storia, secondo la quale l'imperatore, profondamente addolorato per la morte di suo figlio, ne spedì il corpo a Gerusalemme, avendo udito della risurrezione di Gesù e chiedendo a quest'ultimo di riportarlo in vita. In alcune tradizioni apocrife, è proprio Tiberio a ordinare la morte di Ponzio Pilato, o a far gettare il suo corpo nel Tevere, per non aver punito gli assassini di Cristo; risalente a non prima dell'XI secolo è invece una lettera apocrifa in greco che l'imperatore avrebbe destinato a Pilato. In essa Tiberio, adirato per l'esecuzione di Gesù, ordina l'arresto del prefetto, di Caifa, di Anna, di Erode Archelao e di Filippo; i capi degli Ebrei vengono quindi messi a morte in modo particolarmente feroce, chi impalato, chi decapitato, chi crocifisso. Infine, è Tiberio stesso che, durante una battuta di caccia, scaglia una freccia la quale, per provvidenza divina, viene deviata verso la prigione in cui era stato gettato Pilato, uccidendo il prefetto.

## Nella storiografia moderna e contemporanea

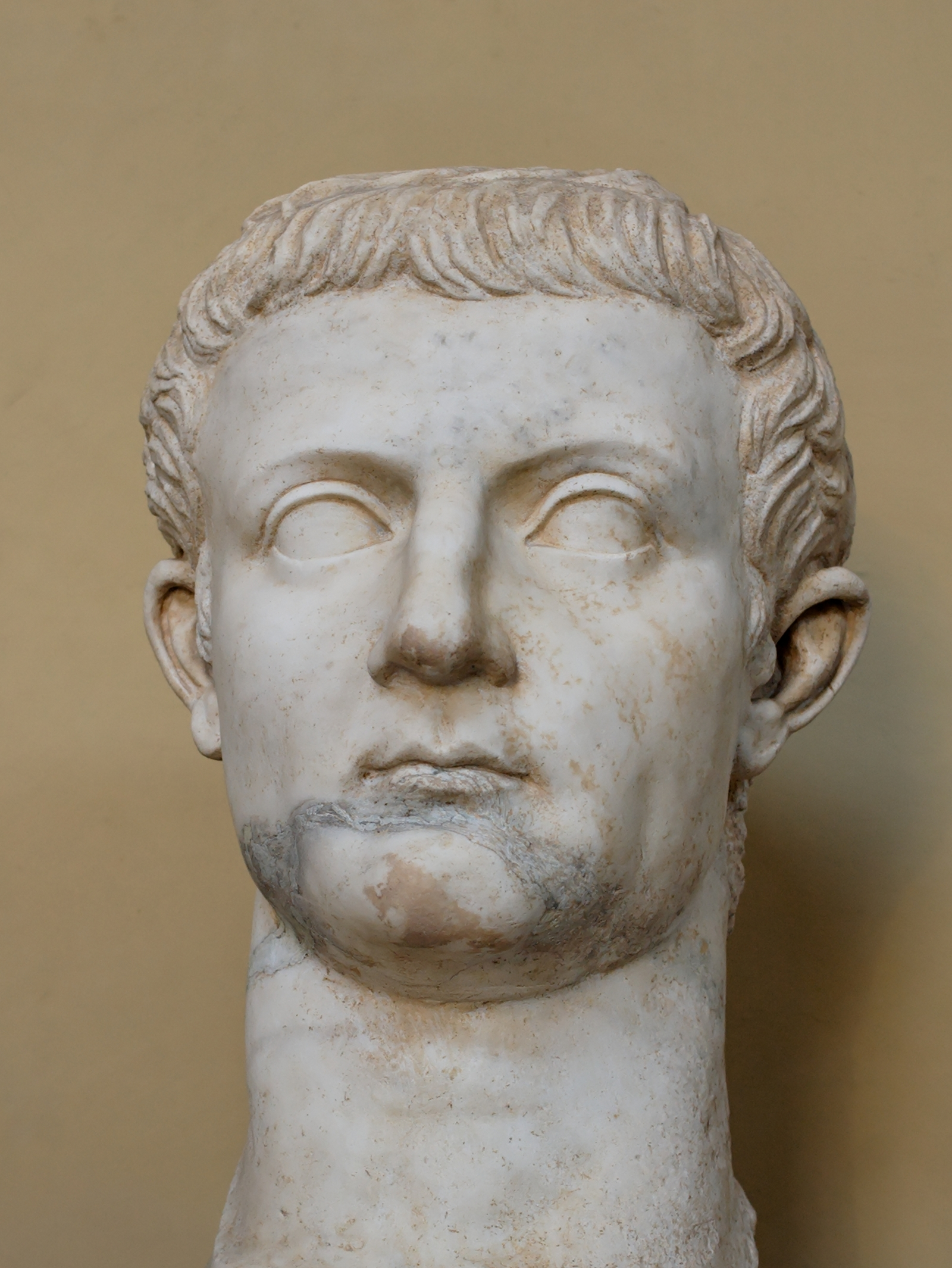
Ritratto di Tiberio (Roma, Musei Vaticani)

A lungo il sinistro affresco tacitiano è stato accettato acriticamente dai moderni: il suo nome così veniva evocato come termine di paragone per personaggi contemporanei giudicati dei despoti, come fece Giusto Lipsio in relazione a Fernando Álvarez de Toledo, duca d'Alba; laddove Tiberio veniva giudicato più positivamente era sempre in trattati politici, che elogiavano l'abilità del principe di dissimulare le proprie intenzioni e ingannare i suoi nemici. Il primo tentativo di dipingere Tiberio positivamente e di distaccarsi dal ritratto di Tacito fu intrapreso da Edmund Bolton, all'inizio del XVII secolo, che scrisse un lavoro dedicato al regno dell'imperatore, oggi perduto, e Averrunci, un commento alla prima esade degli Annales di Tacito, dove Tiberio viene presentato come uno statista energico, coscienzioso, rispettoso del precedente augusteo, mentre lo storico viene attaccato per i suoi pregiudizi anti-monarchici.
La riabilitazione dell'imperatore nella ricerca iniziò attorno a metà XIX secolo, con i lavori di Wilhelm Ihne e Gottlob Reinhold Sievers. In particolar modo, agli inizi del XX secolo, l'avvocato Thomas Spencer Jerome si stabilì a Capri, interessandosi moltissimo alla vita di Tiberio, e prefiggendosi di riabilitare la sua memoria, infangata dalle calunnie di Tacito e Svetonio, impresa cui dedicò gli ultimi quindici anni della sua vita. Nella sua visione dei fatti, l'imperatore era stato calunniato dalla moglie Giulia durante il suo esilio a Rodi, attribuendogli vizi aberranti; questi resoconti calunniosi sarebbero stati riscoperti solo sotto Traiano, che però pensò, erroneamente, che si riferissero al soggiorno caprese dell'imperatore. Infatti Jerome faceva notare come nessun autore, prima di Tacito, facesse riferimento alle depravazioni capresi, né era credibile che l'imperatore, al tempo molto anziano, potesse prendere parte a simili stravizi. L'avvocato citava inoltre in suo sostegno, a chi criticava la sua visione troppo positiva dell'imperatore, altri scettici di Tacito che l'avevano preceduto. L'avvocato volle far innalzare una lapide a Tiberio a Capri che ne ristabilisse il buon nome, che fu però inaugurata solo molti decenni dopo la sua morte, nel 1985.
Già agli inizi del XX secolo, tuttavia, si iniziò a reputare eccessiva questa lettura apologetica, e fu ribadita l'attendibilità di Tacito, specie tramite l'opera di Ronald Syme, che reputò l'imperatore descritto dallo storico come essenzialmente coerente con le realtà e criticò aspramente le riabilitazioni eccessive dell'imperatore. Le prime monografie moderne sull'imperatore, quelle di Robin Seager e Barbara Levick, sostenevano come il personaggio descritto dallo storico fosse una versione impressionistica e semplificata, ma non essenzialmente scorretta del Tiberio storico, la cui riabilitazione ebbe le sue radici anche dallo stesso materiale presentato dagli Annales; così anche aspetti del regno di Tiberio che in precedenza erano stati lodati all'unanimità dalla letteratura scientifica, come la gestione provinciale, iniziarono ad essere criticati dalla ricerca. Gli autori moderni, come gli antichi, vacillano fra giudizi positivi e negativi: per Seager, il regno di Tiberio fu un periodo di transizione e consolidamento, durante il quale l'imperatore cercò di favorire un governo di stampo repubblicano, cadendo però infine vittima dei suoi sospetti ma anche della natura intrinseca del principato e proiettando la sua angoscia nel governo dell'impero; per Levick, Tiberio aveva dei forti principi aristocratici e credeva nella supremazia del Senato e nella propria superiorità morale rispetto agli altri, ma non riuscì a sostenere le accuse di superbia e arroganza che gli venivano rivolte dai suoi nemici, decidendo infine di ritirarsi lontano da Roma.
Oggi la ricerca tende comunque a considerare il Tiberio descritto da Tacito come un personaggio letterario contestualizzato negli Annales non necessariamente corrispondente al Tiberio storico, e le considerazioni su esso vengono fatte a prescindere da una possibile riabilitazione o meno dell'imperatore. Un approccio strettamente biografico al periodo storico di Tiberio si ritiene oggi largamente superato nella ricerca, troppo dipendente dalla retorica tipica degli autori antichi, concentrandosi su una visione a largo respiro e sull'immagine che l'imperatore lasciò dietro di sé. L'età di Tiberio, dal punto di vista politico, è stata caratterizzata come un'epoca in cui, all'indomani della prima successione imperiale, si cercò di giustificare la supremazia dell'imperatore e della domus Augusta definendo la loro identità sotto un punto di vista etico, in cui l'imperatore, il Senato e altri membri della società si fecero assertori, secondo prospettive diverse, della superiorità morale del princeps e della sua famiglia, specialmente in relazione all'amministrazione della giustizia.

## Ritrattistica
La ricerca moderna ha raggruppato i ritratti sopravvissuti di Tiberio, oltre 146 fra copie in marmo e bronzo, in sei tipi, distinguendoli in base soprattutto della disposizione delle ciocche sulla fronte. Per spiegare l'esistenza di diversi esemplari prodotti anche in zone totalmente differenti dell'impero con caratteristiche molto simili fra di loro si è postulata l'esistenza di un archetipo su cui questi ritratti si basavano. Sono stati identificati tre archetipi: il primo, con una frangia che si biforca sul lato sinistro della fronte, mentre il lato destro presenta una doppia tenaglia; il secondo, una biforcazione tendenzialmente più centrata; il terzo archetipo risulta relativamente autonomo. I sei tipi ritrattistici di Tiberio sono varianti di questi tre archetipi.
Il primo archetipo include i tipi Basilea, Efeso e Copenaghen 623. Questi tre tipi sono considerati giovanili, per la loro marcata vicinanza iconografica al tipo Louvre di Augusto, e si datano in genere tutti a prima del 6 a.C., quando Tiberio si ritirò a Rodi e Augusto iniziò a promuovere Gaio e Lucio Cesare come suoi eredi. In particolar modo, il tipo Basilea, diffuso soprattutto nelle province Orientali, presenta in genere una notevole torsione del collo, che li avvicina al tipo Alcudia di Augusto, e una biforcazione sopra l'occhio sinistro; il tipo Efeso, ad esso strettamente imparentato, presenta una biforcazione leggermente spostata verso sinistra, mentre la frangia prosegue con lunghe ciocche che si vanno a fondere con i capelli della tempia, con una piccola tenaglia separa i capelli della fronte da quelli della tempia sulla destra, mentre il volto presenta in genere sopracciglia leggermente incurvate; il tipo Copenaghen 623, piuttosto diffuso, oltre alla biforcazione sopra l'occhio sinistro presenta alla sua destra una pinza piuttosto stretta, e un'altra pinza nella zona destra del volto, mentre il volto è allungato e affusolato verso il basso. Stabilire una precisa sequenza cronologica di questi tipi risulta difficile, ma si ritiene che i tipi Basilea ed Efeso vadano fatti risalire a un periodo antecedente al matrimonio con Giulia, in concomitanza col quale sarebbe stato creato l'archetipo del tipo Copenaghen 623. 
Al rientro di Tiberio a Roma dopo gli anni di Rodi si fa risalire il secondo archetipo, che include i tipi Berlino-Napoli-Sorrento e Chiaramonti: essi presentano richiami ai ritratti dei dinasti augustei, specie Gaio e Lucio Cesare. Il tipo Berlino-Napoli-Sorrento è distinto chiaramente da una biforcazione leggermente a destra, con ciocche disposte asimmetricamente e separatamente che si dipanano da essa, e un'ampia tenaglia a sinistra composta da diverse ciocche; il tipo Chiaramonti, un tempo classificato sotto il tipo Berlino-Napoli-Sorrento, presenta anch'essa una biforcazione leggermente decentralizzata, ma presenta un disegno simmetrico e rettilineo della frangia e della disposizione delle ciocche, con una bocca piccola, un labbro superiore sporgente e un naso curvo. Mentre si è abbastanza concordi nell'attribuire il tipo Berlino-Napoli-Sorrento al periodo dell'adozione da parte di Augusto, nel 4 d.C., il tipo Chiaramonti sfugge a un preciso inquadramento cronologico: la critica si è orientata verso la tarda età augustea, forse in corrispondenza della dedica da parte di Tiberio del Tempio della Concordia nel 10 d.C. o del suo secondo trionfo nel 12 d.C., mentre alcuni si sono spinti sino alla tarda età tiberiana, dopo la caduta di Seiano. Questo tipo venne impiegato per la produzione di ritratti postumi sotto i regni di Caligola e Claudio.
Il terzo archetipo include un solo tipo, autonomo dagli altri: il tipo Copenaghen 624. L'immagine di Tiberio ha acquisito autonomia rispetto ai ritratti di Augusto e si presenta più anziana, con ciocche strette e corte che si dispongono in maniera rettilinea sulla fronte, con una netta biforcazione sopra l'occhio destro. Questo è il tipo ritrattistico più diffuso di Tiberio, specie nei gruppi dinastici, e viene datato in maniera univoca all'ascesa al potere del nuovo imperatore nel 14 d.C..

### Esplicative
1. ↑  La dissimulazione fu un tratto cui Tiberio fu, molto probabilmente, già associato in vita, come sembra dimostrare la Tabula Siarensis, dove viene ribadito che l'imperatore non stava dissimulando il dolore per la morte di Germanico: ipse se uelle non dissimulare eodem libello testatus (Woodman 2017, p. 324).
2. ↑  Poiché Seneca scriveva sotto Caligola, si è ritenuto che tale versione fosse quella più accettabile per il successore di Tiberio (Cornell 2013c, p. 596; Scappaticcio 2020, pp. 137–139).
3. ↑  Alcuni studiosi perseguono l'idea che Tacito abbia usato nella sua narrazione del principato tiberiano degli idioletti tipici dell'imperatore (Miller 1968, passim).
4. ↑  L'interpretazione dell'obituario di Tiberio in Tacito (Tacito, Annales, VI, 51, con Woodman 2016, pp. 288–301) ha scatenato un lungo dibattuto fra gli studiosi: come l'elenco di individui presentato dallo storico si ponga in relazione con Tiberio, se influenzandolo o segnalando il progressivo isolamento del principe, non è infatti chiaro (Martin 1981, pp. 105 e 139-142; Woodman 1998, pp. 155–167, con bibliografia; in generale sull'idea che Tacito presenti Tiberio in progressivo isolamento, vedi Woodman 2016, pp. 302–315).
5. ↑  Fra i pochi studiosi che hanno sostenuto la storicità della proposta di Tiberio c'è Marta Sordi, che ha sostenuto che così facendo l'imperatore intendesse sottrarre al Sinedrio ogni forma di giurisdizione su quella che gli appariva come una nuova setta messianica (Sordi, Ramelli 2004, p. 59 e sgg.).

### Riferimenti
1. ↑  Giua 1991, pp. 3742–3743; Mallan 2020, p. 12.
2. ↑  Champlin 2008, passim.
3. ↑  Giua 1991, p. 3743; Mallan 2020, p. 12; Scappaticcio 2020, p. 275.
4. ↑  Champlin 2008, pp. 418–419; per il ritratto di Tiberio in generale in Tacito, Svetonio e Dione, vedi Baar 1990, passim.
5. ↑  Cornell 2013a, pp. 503–504; Cornell 2013b, pp. 980–981; Cornell 2013c, p. 595.
6. ↑  Scappaticcio 2020, pp. 123–142.
7. ↑  Cornell 2013a, pp. 519–521.
8. ↑  Cornell 2013a, pp. 522–524; Mallan 2020, pp. 16–17; Scappaticcio 2020, p. 130.
9. ↑  Townend 1962, p. 490; Mallan 2020, pp. 16–17.
10. ↑  Stadter 2014, p. 63; per l'aneddoto dell'asino e di Trasillo, cfr. Champlin 2008, pp. 410 e 412-413.
11. ↑  Woodman 1977, pp. 28–56.
12. ↑  Velleio Patercolo, II, 94-98, con Woodman 1977, pp. 95–115.
13. ↑  Velleio Patercolo, II, 99-100.1, con Woodman 1977, pp. 116–120; cfr. Svetonio, Tiberio, 10-11.
14. ↑  Cowan 2011, p. 243.
15. ↑  Velleio Patercolo, II, 103-104.1, con Woodman 1977, pp. 130–136; Cowan 2011, p. 243.
16. ↑  Velleio Patercolo, II, 104.3, II, 111.3-4.
17. ↑  Velleio Patercolo, II, 114.1-3, con Woodman 1977, pp. 174–177.
18. ↑  Velleio Patercolo, II, 124, con Woodman 1977, pp. 220–227; Cowan 2011, pp. 219–251.
19. ↑  Velleio Patercolo, II, 126, con Woodman 1977, pp. 234–245; Cowan 2011, pp. 335–346.
20. ↑  Velleio Patercolo, II, 130, con Woodman 1977, pp. 271–275.
21. ↑  Velleio Patercolo, II, 131, con Woodman 1977, pp. 275–282; Cowan 2011, p. 237.
22. ↑  Woodman 2010, pp. 104 n. 15 e 165; Woodman 2016, p. 302; cfr. Syme 1958, pp. 420–422.
23. ↑  Tacito, Annales, VI, 50 con Woodman 2016, p. 283; O'Gorman 2000, p. 78.
24. ↑  Tacito, Annales, IV, 37-38 con Woodman 2017, p. 208.
25. ↑  O'Gorman 2000, pp. 81–89, secondo cui la difficoltà nel leggere le intenzioni di Tiberio sia da rapportare all'ambiguità e all'oscurità del testo tacitiano
26. ↑  Tacito, Annales, I, 13; Martin 1981, p. 113; Malkin, Rubinsohn 1995, pp. 33–57; Woodman 1998, pp. 40–69; cfr. anche Woodman 2016, pp. 304–307.
27. ↑  Tacito, Annales, I, 4-5; Woodman 1998, pp. 23–39; Woodman 2010, pp. 104–105.
28. ↑  Martin 1981, p. 114; Woodman 2010, pp. 106–107; Woodman 2016, pp. 303–304.
29. ↑  Tacito, Annales, IV, 1 con Woodman 2017, pp. 60–61.
30. ↑  Tacito, Annales, VI, 48 con Woodman 2016, pp. 279–280.
31. ↑  Lindsay 1995, pp. 11–19.
32. ↑  Giua 1991, p. 3746.
33. ↑  Svetonio, Tiberio, 33, con Lindsay 1995, p. 124 e Svetonio, Tiberio, 57 con Lindsay 1995, p. 162.
34. ↑  Svetonio, Tiberio, 24, con Lindsay 1995, pp. 108–110.
35. ↑  Power, Gibson 2014, pp. 141–144.
36. ↑  Svetonio, Tiberio, 41, con Lindsay 1995, pp. 137–138.
37. ↑  Svetonio, Tiberio, 43-45; Gladhill 2018, passim.
38. ↑  Lindsay 1995, pp. 140–142; Turner 2010, pp. 298–299.
39. ↑  Svetonio, Tiberio, 63-66, con Lindsay 1995, pp. 170–175; cfr. Woodman 2016, p. 111.
40. ↑  Svetonio, Tiberio, 68, con Lindsay 1995, pp. 176–178; Gladhill 2012, pp. 337–338.
41. ↑  Gladhill 2012, pp. 339–340.
42. ↑  Mallan 2020, p. 41.
43. ↑  Mallan 2021, pp. 135–144.
44. ↑  Mallan 2021, pp. 146–147.
45. ↑  Mallan 2021, p. 147.
46. ↑  Cassio Dione, LVII, 1, con Mallan 2020, pp. 91–99; Mallan 2021, pp. 149–150.
47. ↑  Cassio Dione, LVII, 7-13, con Mallan 2020, pp. 142–197; Mallan 2021, pp. 151–155.
48. ↑  Cassio Dione, LVII, 13.6, con Mallan 2020, p. 197; Cassio Dione, LVIII, 28.5, con Mallan 2020, p. 325.
49. ↑  Mallan 2021, pp. 155–156.
50. ↑  Filone, De legatione ad Gaium, 141-142; 167; 33; Champlin 2008, pp. 420–421.
51. ↑  Sull'argomento in generale, vedi Champlin 2008, passim.
52. ↑  Plinio il Vecchio, XIV.143-145; XXVIII.33; XXXIV.62; XXXV.28; Baldwin 1995, p. 65.
53. ↑  Plinio il Vecchio, II.200; III.82; VIII.185; XI.187; Baldwin 1995, p. 66; per il significato della parola arx in questo contesto, cfr. Woodman 2016, p. 87.
54. ↑  Plinio il Vecchio, XV.54; XIX.90; XIX.145 ; XXXIV.62; XXXV.70; Baldwin 1995, p. 66.
55. ↑  Flavio Giuseppe, Antichità giudaiche, XVIII.169-182, con Galimberti 2001, pp. 26–29 e 109-112; cfr. Champlin 2008, pp. 415–417.
56. ↑  Flavio Giuseppe, Antichità giudaiche, 206-210, con Galimberti 2001, pp. 32–33 e 120-122.
57. ↑  Flavio Giuseppe, Antichità giudaiche, 211-236, con Galimberti 2001, pp. 34–39 e 123-136.
58. ↑  Galimberti 2001, pp. 26 e 39.
59. ↑  Baldwin 1993, p. 89.
60. ↑  Baldwin 1993, pp. 89–90.
61. ↑  Baldwin 1993, pp. 90–91.
62. ↑   Lc 3,1, su La Parola - La Sacra Bibbia in italiano in Internet.
63. ↑  Champlin 2008, p. 421; English, Fratantuono 2018, p. 267.
64. ↑  Tertulliano, Apologeticum, 5.2.
65. ↑  Champlin 2008, p. 421.
66. ↑  English, Fratantuono 2018, p. 267.
67. ↑  Elliott 1993, pp. 224–225; English, Fratantuono 2018, p. 267.
68. ↑  Elliott 1993, pp. 224–225.
69. ↑  Osmond 2020, pp. 595–596.
70. ↑  Osmond 2020, pp. 597–603.
71. ↑  Syme 1958, p. 436 n. 1.
72. ↑  Knight 2004, p. 6.
73. ↑  Knight 2004, p. 41.
74. ↑  Knight 2004, p. 73.
75. ↑  Knight 2004, pp. 122–123.
76. ↑  Syme 1958, pp. 420–435.
77. ↑  Levick 1999, p. 223; Seager 2005, p. 236:  If Tacitus’ Tiberius is an oversimplified exaggeration, the Tiberius of the apologists is a ludicrous fiction.
78. ↑  Levick 1999, pp. 125–126.
79. ↑  Levick 1999, pp. 223–225; Seager 2005, pp. 209–212.
80. ↑  Woodman 2016, p. 302.
81. ↑  Syme 1974, passim; Champlin 2008, p. 422.
82. ↑  Cowan 2016, p. 79; Cooley 2023, pp. 62–82.